# Martin Domes
Martin Domes je majitel studia MD webdesign, webdesigner, lektor a autor počítačové literatury. Jako šéfredaktor nakladatelství a vydavatelství Computer Press stál za vznikem více než 500 počítačových knih. Publikoval také interaktivní videolekce na webu JNP.cz. Je autorem online výukového programu SEO akademie a autorem e-knihy Nejlepší obchodník je váš web. Články pravidelně publikuje ve svém blogu.

## Publikace
- Sklik Jednoduše, EAN 9788025137604
- Google Adwords Jednoduše, EAN 9788025137574
- Internet pro úplné začátečníky, EAN 9788025136508
- SEO Jednoduše, EAN 9788025134566
- Word pro seniory, EAN 9788025134863
- 333 tipů a triků pro CSS, EAN 9788025133668
- Microsoft Excel 2010, EAN 9788025130773
- 333 tipů a triků jak na počítač, EAN 9788025128213
- Tvorba WWW stránek pro úplné začátečníky, EAN 9788025121603
- Word pro seniory, EAN 9788025119068
- CSS, EAN 9788025107737